# Campo Lugar
Campo Lugar – gmina w Hiszpanii, w prowincji Cáceres, w Estramadurze, o powierzchni 73,06 km². W 2011 roku gmina liczyła 982 mieszkańców.